# Бурлюк Володимир Давидович
Володи́мир Дави́дович Бурлю́к (* 15 (27) березня 1886, слобода Котельва Харківської губернії, Російська імперія — 1917, Салоніки, Греція) — український живописець, який малював у стилях сецесія та кубофутуризм.

## Біографія
Брат Давида Бурлюка, Миколи Бурлюка та Людмили Бурлюк-Кузнецової.
У 1903 році навчався в приватній художній школі А. Ажбе в Мюнхені, 1904 року — в студії В. Кормона в Парижі. Потім навчався в художніх училищах: у 1905—1910 роках — у Києві, 1911 року — в Одесі, у 1911—1915 роках — у Пензі.
Від 1907 року учасник авангардистських угруповань і виставок «Стефанос» (Москва), «Ланка» (Київ), «Салон Іздебського» (Одеса), «Синій вершник» (Мюнхен), «Гілея» (Херсон), «Спілка молоді» (Санкт-Петербург). Ілюстратор футуристичних видань (Херсон, Каховка, Москва).
Загинув на фронті Першої світової війни.

## Творчість
Малював картини в стилях «сецесія», «кубофутуризм». Винайшов оригінальну декоративно-геометризовану манеру, названу «клуазонізм».

### Твори
- Пейзаж (1909).
- Портрет батька (1910).
- Портрет поета Бенедикта Лівшиця (1913).
- Портрет поета Велемира Хлєбникова (1913).
- Ілюстрації до книги Велемира Хлєбникова «Творіння» (1914).
- Ілюстрації до поеми Василя Каменського «Степан Разін» (1916).

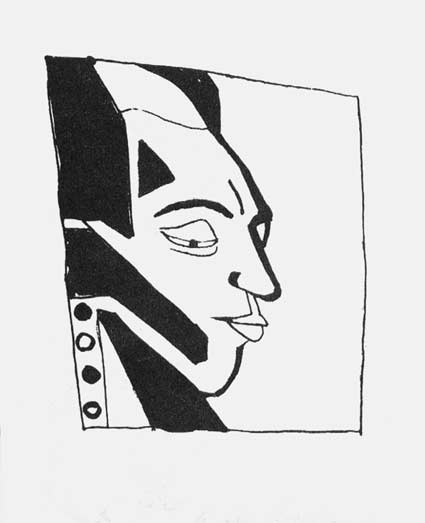
Портрет Велимира Хлєбникова. Автолітографія, 1913
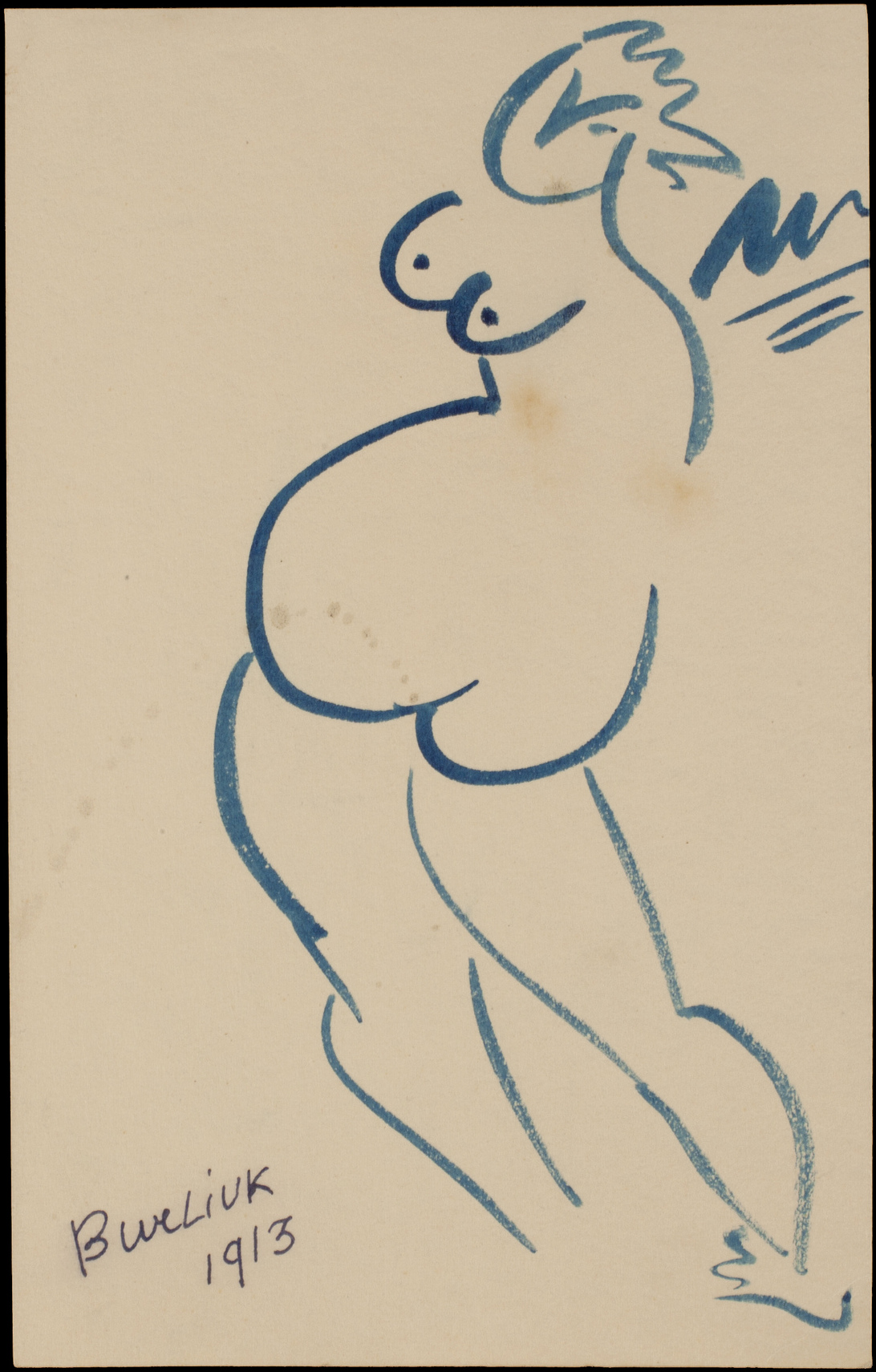
Жіноча фігура, 1913
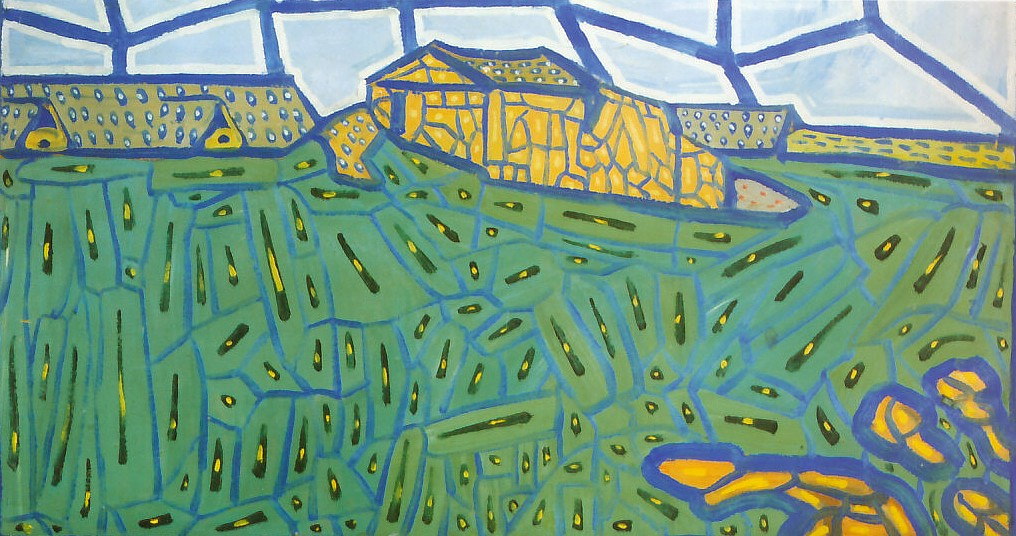
Пейзаж, 1912
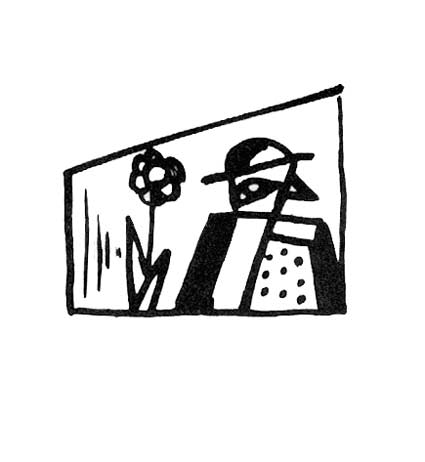
Ілюстрація до збірки «Дохлий Місяць», 1913
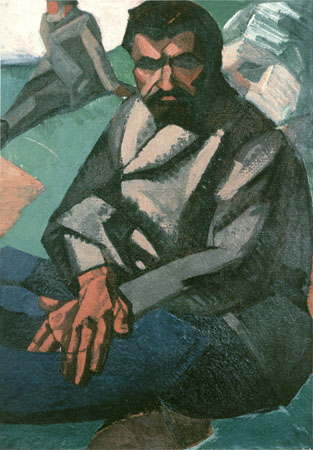
Батько, 1910
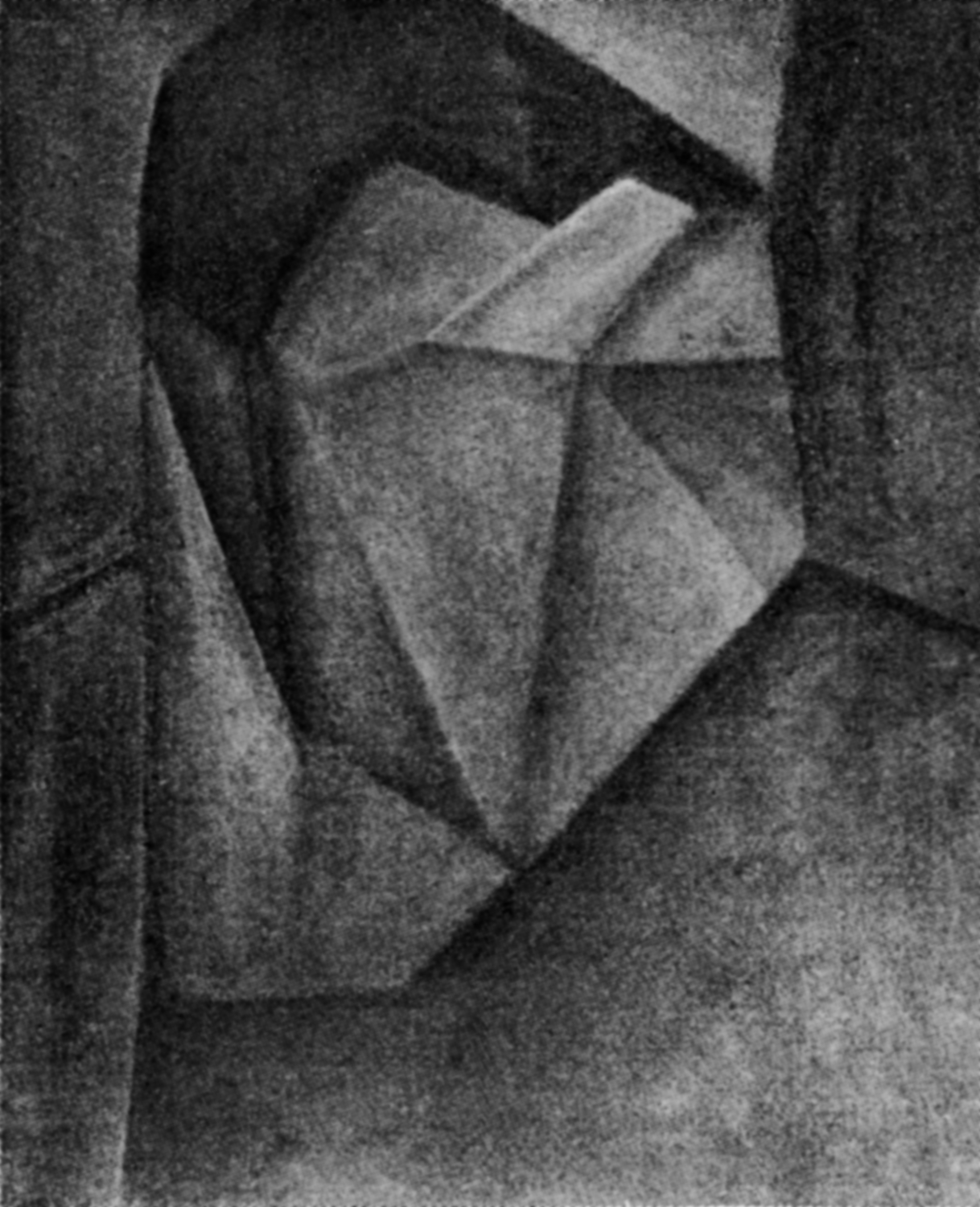
Портретна студія, 1911
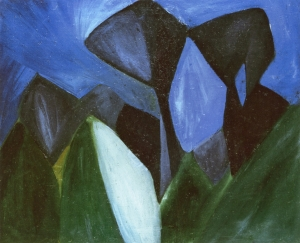
Дерево, 1911